# Euro Hockey League 2010-2011
Navigation
2009-2010 2011-2012
L’Euro Hockey League 2010-2011 est la 4e édition de l'Euro Hockey League. Elle oppose les 24 meilleures équipes européennes.

## Déroulement du Tournoi
La compétition se déroule en deux phases. Lors de la première phase, les vingt quatre équipes participantes sont réparties dans huit groupes. Les deux premières sont qualifiées pour les 1/8 de finale (KO 16).
- Une Victoire rapporte 5 points
- Un Nul 2 points
- Une défaite par moins de 2 Buts d'écart 1 point
- Une défaite par plus de 2 Buts d'écart 0 point

À partir des huitièmes de finale, la compétition devient une compétition à élimination directe.

## Équipes
Pour la Saison 2010/2011
Les équipes dont le pays est placé dans les places 1 à 4 du classement peuvent engager 3 équipes :
- Pays-Bas : HC Bloemendaal, HCG Wassenaar et Oranje Zwart
- Allemagne : Rot-Weiss Köln, UHC Hambourg et Mannheimer HC
- Espagne : Atletic Terrassa, Club de Campo et Real Club de Polo de Barcelona
- Angleterre : East Grinstead HC, Beeston HC et Reading HC

Ceux dont le pays est classé dans les places 5 à 8 peuvent engager 2 équipes :
- Belgique :  RC Bruxelles et KHC Dragons
- Irlande : Wanderers Pambrokes et Glenanne
- Pologne : Poznań Grunwald et Pomorzanin Turon
- Russie : Kazan Dinamo HC et Izmaylovo Moscou

Et ceux dont le pays est classé dans les places 9 à 12 peuvent engager une équipe :
- France : CA Montrouge
- Écosse : Kelburne HC
- Ukraine : Sekvoia Kolos
- Biélorussie : HC Stroitel Brest

## Phase de Poule

### Groupe A
| Pays | Équipes          | Score | Équipes          | Pays |
| ---- | ---------------- | ----- | ---------------- | ---- |
|      | Reading HC       | 7-2   | SC Sroitel Brest |      |
|      | SC Sroitel Brest | 0-12  | HC Bloemendaal   |      |
|      | HC Bloemendaal   | 5-3   | Reading HC       |      |

| Rang | Pays | Équipe           | Points | Joués | Gagnés | Nul | Perdu (écart <2 buts) | Perdus (écart >2 buts) | But Pour | But Contre | Différence |
| ---- | ---- | ---------------- | ------ | ----- | ------ | --- | --------------------- | ---------------------- | -------- | ---------- | ---------- |
| 1    |      | HC Bloemendaal   | 10     | 2     | 2      | 0   | 0                     | 0                      | 17       | 3          | +14        |
| 2    |      | Reading HC       | 6      | 2     | 1      | 0   | 1                     | 0                      | 10       | 7          | +3         |
| 3    |      | SC Sroitel Brest | 0      | 2     | 0      | 0   | 0                     | 2                      | 2        | 19         | -17        |

### Groupe B
| Pays | Équipes        | Score | Équipes        | Pays |
| ---- | -------------- | ----- | -------------- | ---- |
|      | Rot-Weiss Köln | 4-2   | RC Bruxelles   |      |
|      | RC Bruxelles   | 3-6   | Club de Campo  |      |
|      | Club de Campo  | 2-2   | Rot-Weiss Köln |      |

| Rang | Pays | Équipe         | Points | Joués | Gagnés | Nul | Perdu (écart <2 buts) | Perdus (écart >2 buts) | But Pour | But Contre | Différence |
| ---- | ---- | -------------- | ------ | ----- | ------ | --- | --------------------- | ---------------------- | -------- | ---------- | ---------- |
| 1    |      | Club de Campo  | 7      | 2     | 1      | 1   | 0                     | 0                      | 8        | 5          | +3         |
| 2    |      | Rot-Weiss Köln | 7      | 2     | 1      | 1   | 0                     | 0                      | 6        | 4          | +2         |
| 3    |      | RC Bruxelles   | 1      | 2     | 0      | 0   | 1                     | 1                      | 5        | 10         | -5         |

### Groupe C
| Pays | Équipes          | Score | Équipes          | Pays |
| ---- | ---------------- | ----- | ---------------- | ---- |
|      | Beeston HC       | 3-2   | CA Montrouge     |      |
|      | CA Montrouge     | 2-4   | Atletic Terrassa |      |
|      | Atletic Terrassa | 1-2   | Beeston HC       |      |

| Rang | Pays | Équipe           | Points | Joués | Gagnés | Nul | Perdu (écart <2 buts) | Perdus (écart >2 buts) | But Pour | But Contre | Différence |
| ---- | ---- | ---------------- | ------ | ----- | ------ | --- | --------------------- | ---------------------- | -------- | ---------- | ---------- |
| 1    |      | Beeston HC       | 10     | 2     | 2      | 0   | 0                     | 0                      | 5        | 4          | +2         |
| 2    |      | Atletic Terrassa | 6      | 2     | 1      | 0   | 0                     | 0                      | 4        | 4          | 0          |
| 3    |      | CA Montrouge     | 2      | 2     | 0      | 0   | 2                     | 0                      | 4        | 7          | -3         |

### Groupe D
| Pays | Équipes                 | Score | Équipes                 | Pays |
| ---- | ----------------------- | ----- | ----------------------- | ---- |
|      | RC de Polo de Barcelona | 2-2   | Kelburn HC              |      |
|      | Kelburn HC              | 1-8   | East Grinsted HC        |      |
|      | East Grinsted HC        | 4-3   | RC de Polo de Barcelona |      |

| Rang | Pays | Équipe                  | Points | Joués | Gagnés | Nul | Perdu (écart <2 buts) | Perdus (écart >2 buts) | But Pour | But Contre | Différence |
| ---- | ---- | ----------------------- | ------ | ----- | ------ | --- | --------------------- | ---------------------- | -------- | ---------- | ---------- |
| 1    |      | East Grinsted           | 10     | 2     | 2      | 0   | 0                     | 0                      | 8        | 1          | +7         |
| 2    |      | RC de Polo de Barcelona | 3      | 2     | 0      | 1   | 1                     | 0                      | 5        | 6          | -1         |
| 3    |      | Kelburn HC              | 2      | 2     | 0      | 1   | 0                     | 1                      | 3        | 10         | -7         |

### Groupe E
| Pays | Équipes          | Score | Équipes          | Pays |
| ---- | ---------------- | ----- | ---------------- | ---- |
|      | KHC Dragons      | 5-1   | Izmaylovo Moscou |      |
|      | Izmaylovo Moscou | 0-6   | UHC Hambourg     |      |
|      | KHC Dragons      | 4-2   | UHC Hambourg     |      |

| Rang | Pays | Équipe           | Points | Joués | Gagnés | Nul | Perdu (écart <2 buts) | Perdus (écart >2 buts) | But Pour | But Contre | Différence |
| ---- | ---- | ---------------- | ------ | ----- | ------ | --- | --------------------- | ---------------------- | -------- | ---------- | ---------- |
| 1    |      | KHC Dragons      | 10     | 2     | 2      | 0   | 0                     | 0                      | 9        | 3          | +6         |
| 2    |      | UHC Hambourg     | 6      | 2     | 1      | 0   | 1                     | 0                      | 10       | 4          | +6         |
| 3    |      | Izmaylovo Moscou | 0      | 2     | 0      | 0   | 0                     | 2                      | 1        | 11         | -10        |

### Groupe F
| Pays | Équipes            | Score | Équipes            | Pays |
| ---- | ------------------ | ----- | ------------------ | ---- |
|      | Pembroke Wanderers | 4-2   | Sekvoia Kolos      |      |
|      | Sekvoia Kolos      | 2-9   | HGC Wassenaar      |      |
|      | HGC Wassenaar      | 4-2   | Pembroke Wanderers |      |

| Rang | Pays | Équipe             | Points | Joués | Gagnés | Nul | Perdu (écart <2 buts) | Perdus (écart >2 buts) | But Pour | But Contre | Différence |
| ---- | ---- | ------------------ | ------ | ----- | ------ | --- | --------------------- | ---------------------- | -------- | ---------- | ---------- |
| 1    |      | HGC Wassenaar      | 10     | 2     | 2      | 0   | 0                     | 0                      | 13       | 4          | +9         |
| 2    |      | Pembroke Wanderers | 6      | 2     | 1      | 0   | 1                     | 0                      | 6        | 7          | -1         |
| 3    |      | Sekvoia Kolos      | 1      | 2     | 0      | 1   | 1                     | 1                      | 5        | 13         | -8         |

### Groupe G
| Pays | Équipes         | Score | Équipes         | Pays |
| ---- | --------------- | ----- | --------------- | ---- |
|      | Manheimer HC    | 2-1   | Glennane        |      |
|      | Glennane        | 2-2   | Grunwald Poznań |      |
|      | Grunwald Poznań | 1-5   | Manheimer HC    |      |

| Rang | Pays | Équipe          | Points | Joués | Gagnés | Nul | Perdu (écart <2 buts) | Perdus (écart >2 buts) | But Pour | But Contre | Différence |
| ---- | ---- | --------------- | ------ | ----- | ------ | --- | --------------------- | ---------------------- | -------- | ---------- | ---------- |
| 1    |      | Manheimer       | 10     | 2     | 2      | 0   | 0                     | 0                      | 7        | 2          | +5         |
| 2    |      | Glennane        | 3      | 2     | 0      | 1   | 1                     | 0                      | 3        | 4          | -1         |
| 3    |      | Grunwald Poznań | 2      | 2     | 0      | 1   | 0                     | 1                      | 3        | 7          | -4         |

### Groupe H
| Pays | Équipes          | Score | Équipes          | Pays |
| ---- | ---------------- | ----- | ---------------- | ---- |
|      | Kazan Dinamo HC  | 4-4   | Pomorzanin Turon |      |
|      | Pomorzanin Turon | 1-10  | Oranje Zwart     |      |
|      | Oranje Zwart     | 7-2   | Kazan Dinamo HC  |      |

| Rang | Pays | Équipe           | Points | Joués | Gagnés | Nul | Perdu (écart <2 buts) | Perdus (écart >2 buts) | But Pour | But Contre | Différence |
| ---- | ---- | ---------------- | ------ | ----- | ------ | --- | --------------------- | ---------------------- | -------- | ---------- | ---------- |
| 1    |      | Oranje Zwart     | 10     | 2     | 2      | 0   | 0                     | 0                      | 17       | 3          | +14        |
| 2    |      | Kazan Dinamo HC  | 2      | 2     | 1      | 0   | 1                     | 0                      | 6        | 11         | -5         |
| 3    |      | Pomorzanin Turon | 2      | 2     | 0      | 1   | 0                     | 1                      | 5        | 14         | -9         |

## Phase Finale
Les huitièmes et les quarts de finale ont eu lieu du 22 au 25 avril 2011. Les demi-finales et la finale ont eu lieu le week-end du 11 et 12 juin 2011.

### Qualifiés pour la Phase finale
| Groupe   | 1er du Groupe     | 2e du Groupe            |
| -------- | ----------------- | ----------------------- |
| Groupe A | HC Bloemendaal    | HC Reading              |
| Groupe B | Club de Campo     | Rot-Weiss Köln          |
| Groupe C | Beeston HC        | Atletic Terrassa        |
| Groupe D | East Grinstead HC | RC de Polo de Barcelona |
| Groupe E | KHC Dragons       | UHC Hambourg            |
| Groupe F | HGC Wassenaar     | Wanderers Pembroke      |
| Groupe G | Manheimer HC      | Glenanne                |
| Groupe H | Oranje Zwart      | Dinamo Kazan HC         |

### Tableau Final
|  | Huitièmes de finale | Huitièmes de finale |                   |                        | Quarts de finale       | Quarts de finale |       |  | Demi-finales | Demi-finales |  |  | Finale       | Finale       |
|  | Huitièmes de finale | Huitièmes de finale |                   |                        | Quarts de finale       | Quarts de finale |       |  | Demi-finales | Demi-finales |  |  | Finale       | Finale       |
|  |                     |                     |                   |                        |                        |                  |       |  |              |              |  |  |              |              |
|  | 22 Avril 2011       | 22 Avril 2011       |                   |                        | 24 Avril 2011          | 24 Avril 2011    |       |  | 11 Juin 2011 | 11 Juin 2011 |  |  | 12 Juin 2011 | 12 Juin 2011 |
|  | 22 Avril 2011       | 22 Avril 2011       |                   |                        | 24 Avril 2011          | 24 Avril 2011    |       |  | 11 Juin 2011 | 11 Juin 2011 |  |  | 12 Juin 2011 | 12 Juin 2011 |
|  | Beeston HC          | 2                   |                   |                        | 24 Avril 2011          | 24 Avril 2011    |       |  | 11 Juin 2011 | 11 Juin 2011 |  |  | 12 Juin 2011 | 12 Juin 2011 |
|  | Beeston HC          | 2                   |                   |                        | 24 Avril 2011          | 24 Avril 2011    |       |  | 11 Juin 2011 | 11 Juin 2011 |  |  | 12 Juin 2011 | 12 Juin 2011 |
|  | Dinamo Kazan        | 0                   |                   |                        | 24 Avril 2011          | 24 Avril 2011    |       |  | 11 Juin 2011 | 11 Juin 2011 |  |  | 12 Juin 2011 | 12 Juin 2011 |
|  | Dinamo Kazan        | 0                   | Beeston HC        | 3                      |                        |                  |       |  | 11 Juin 2011 | 11 Juin 2011 |  |  | 12 Juin 2011 | 12 Juin 2011 |
|  | 22 Avril 2011       |                     | Beeston HC        | 3                      |                        |                  |       |  | 11 Juin 2011 | 11 Juin 2011 |  |  | 12 Juin 2011 | 12 Juin 2011 |
|  |                     | HGC Wassenaar       | 4                 |                        |                        |                  |       |  | 11 Juin 2011 | 11 Juin 2011 |  |  | 12 Juin 2011 | 12 Juin 2011 |
|  | HGC Wassenaar       | HGC Wassenaar       | 4                 | 2                      |                        |                  |       |  | 11 Juin 2011 | 11 Juin 2011 |  |  | 12 Juin 2011 | 12 Juin 2011 |
|  | HGC Wassenaar       | 25 Avril 2011       |                   | 2                      |                        |                  |       |  | 11 Juin 2011 | 11 Juin 2011 |  |  | 12 Juin 2011 | 12 Juin 2011 |
|  | Glenanne            | 0                   |                   |                        |                        |                  |       |  | 11 Juin 2011 | 11 Juin 2011 |  |  | 12 Juin 2011 | 12 Juin 2011 |
|  | Glenanne            | 0                   | HGC Wassenaar     | 3                      |                        |                  |       |  |              |              |  |  | 12 Juin 2011 | 12 Juin 2011 |
|  | 23 avril 2011       |                     | HGC Wassenaar     | 3                      |                        |                  |       |  |              |              |  |  | 12 Juin 2011 | 12 Juin 2011 |
|  |                     | Oranje Zwart        | 0                 |                        |                        |                  |       |  |              |              |  |  | 12 Juin 2011 | 12 Juin 2011 |
|  | HC Bloemendaal      | Oranje Zwart        | 0                 | 2                      |                        |                  |       |  |              |              |  |  | 12 Juin 2011 | 12 Juin 2011 |
|  | HC Bloemendaal      | 11 Juin 2011        |                   | 2                      |                        |                  |       |  |              |              |  |  | 12 Juin 2011 | 12 Juin 2011 |
|  | UHC Hambourg        | 1                   |                   |                        |                        |                  |       |  |              |              |  |  | 12 Juin 2011 | 12 Juin 2011 |
|  | UHC Hambourg        | 1                   | HC Bloemendaal    | 1 (0)                  |                        |                  |       |  |              |              |  |  | 12 Juin 2011 | 12 Juin 2011 |
|  | 23 Avril 2011       |                     | HC Bloemendaal    | 1 (0)                  |                        |                  |       |  |              |              |  |  | 12 Juin 2011 | 12 Juin 2011 |
|  |                     | Oranje Zwart        | 1 (2)             |                        |                        |                  |       |  |              |              |  |  | 12 Juin 2011 | 12 Juin 2011 |
|  | Oranje Zwart        | Oranje Zwart        | 1 (2)             | 4                      |                        |                  |       |  |              |              |  |  | 12 Juin 2011 | 12 Juin 2011 |
|  | Oranje Zwart        | 24 Avril 2011       |                   | 4                      |                        |                  |       |  |              |              |  |  | 12 Juin 2011 | 12 Juin 2011 |
|  | Polo Club Barcelona | 3                   |                   |                        |                        |                  |       |  |              |              |  |  | 12 Juin 2011 | 12 Juin 2011 |
|  | Polo Club Barcelona | 3                   | HGC Wassenaar     | 1                      |                        |                  |       |  |              |              |  |  |              |              |
|  | 22 Avril 2011       |                     | HGC Wassenaar     | 1                      |                        |                  |       |  |              |              |  |  |              |              |
|  |                     | Club de Campo       | 0                 |                        |                        |                  |       |  |              |              |  |  |              |              |
|  | Manheimer HC        | Club de Campo       | 0                 | 3                      |                        |                  |       |  |              |              |  |  |              |              |
|  | Manheimer HC        |                     |                   | 3                      |                        |                  |       |  |              |              |  |  |              |              |
|  | Athletic Terrassa   | 4                   |                   |                        |                        |                  |       |  |              |              |  |  |              |              |
|  | Athletic Terrassa   | 4                   | Athletic Terrassa | 1 (0)                  |                        |                  |       |  |              |              |  |  |              |              |
|  | 22 Avril 2011       |                     | Athletic Terrassa | 1 (0)                  |                        |                  |       |  |              |              |  |  |              |              |
|  |                     | Club de Campo       | 1 (2)             |                        |                        |                  |       |  |              |              |  |  |              |              |
|  | Club de Campo       | Club de Campo       | 1 (2)             | 11                     |                        |                  |       |  |              |              |  |  |              |              |
|  | Club de Campo       | 25 Avril 2011       |                   | 11                     |                        |                  |       |  |              |              |  |  |              |              |
|  | Pembroke Wanderers  | 0                   |                   |                        |                        |                  |       |  |              |              |  |  |              |              |
|  | Pembroke Wanderers  | 0                   | Club de Campo     | 3                      |                        |                  |       |  |              |              |  |  |              |              |
|  | 23 Avril 2011       |                     | Club de Campo     | 3                      |                        |                  |       |  |              |              |  |  |              |              |
|  |                     | Reading HC          | 0                 |                        |                        |                  |       |  |              |              |  |  |              |              |
|  | KHC Dragons         | Reading HC          | 0                 | 3                      |                        |                  |       |  |              |              |  |  |              |              |
|  | KHC Dragons         |                     |                   | 3                      |                        |                  |       |  |              |              |  |  |              |              |
|  | Röt-Weiss Koln      | 2                   |                   | Match pour la 3e place | Match pour la 3e place |                  |       |  |              |              |  |  |              |              |
|  | Röt-Weiss Koln      | 2                   | KHC Dragons       | Match pour la 3e place | Match pour la 3e place | 2 (1)            |       |  |              |              |  |  |              |              |
|  | 23 Avril 2011       | 23 Avril 2011       | KHC Dragons       | 12 Juin 2011           | 12 Juin 2011           | 2 (1)            |       |  |              |              |  |  |              |              |
|  | 23 Avril 2011       | 23 Avril 2011       |                   | 12 Juin 2011           | 12 Juin 2011           | Reading HC       | 2 (2) |  |              |              |  |  |              |              |
|  | East Grinstead HC   | 3                   | Oranje Zwart      | 2                      |                        | Reading HC       | 2 (2) |  |              |              |  |  |              |              |
|  | East Grinstead HC   | 3                   | Oranje Zwart      | 2                      |                        |                  |       |  |              |              |  |  |              |              |
|  | Reading HC          | 5                   |                   | Reading HC             | 3                      |                  |       |  |              |              |  |  |              |              |
|  | Reading HC          | 5                   |                   | Reading HC             | 3                      |                  |       |  |              |              |  |  |              |              |

### Classement Final
| Place              | Équipe                 | Résultat                      |
| ------------------ | ---------------------- | ----------------------------- |
| Médaille d'or      | HGC Wassenaar          | Vainqueur                     |
| Médaille d'argent  | Club de Campo          | Finaliste                     |
| Médaille de bronze | Oranje Zwart           | Vainqueur Match pour 3e Place |
| 4                  | Reading HC             | Perdant Match pour 3e Place   |
| 5                  | KHC Dragons            | Éliminé en 1/4 de finale      |
| 5                  | HC Bloemendaal         | Éliminé en 1/4 de finale      |
| 5                  | Athletic Terrassa      | Éliminé en 1/4 de finale      |
| 5                  | Beeston HC             | Éliminé en 1/4 de finale      |
| 9                  | East Grinstead HC      | Éliminé en 1/8e de finale     |
| 9                  | Röt-Weiss Koln         | Éliminé en 1/8e de finale     |
| 9                  | Polo Club de Barcelona | Éliminé en 1/8e de finale     |
| 9                  | UHC Hambourg           | Éliminé en 1/8e de finale     |
| 9                  | Pembroke Wanderers     | Éliminé en 1/8e de finale     |
| 9                  | Manheimer HC           | Éliminé en 1/8e de finale     |
| 9                  | Glenanne               | Éliminé en 1/8e de finale     |
| 9                  | Dinamo Kazan           | Éliminé en 1/8e de finale     |
| 17                 | CA Montrouge           | Éliminé au 1er Tour           |
| 17                 | Grunwald Poznań        | Éliminé au 1er Tour           |
| 17                 | Kelburn HC             | Éliminé au 1er Tour           |
| 17                 | RC Bruxelles           | Éliminé au 1er Tour           |
| 17                 | Pomorzanin Turon       | Éliminé au 1er Tour           |
| 17                 | Sekvoia Kolos          | Éliminé au 1er Tour           |
| 17                 | Izmaylovo Moscou       | Éliminé au 1er Tour           |
| 17                 | SC Sroitel Brest       | Éliminé au 1er Tour           |